# Big Momma's House
Big Momma's House (Vovó... Zona (título no Brasil) ou O Agente Disfarçado (título em Portugal)) é um filme de comédia de ação americano de 2000, dirigido por Raja Gosnell, escrito por Darryl Quarles e Don Rhymer, e estrelado por Martin Lawrence no papel de Malcolm Turner, um agente do FBI que precisa assumir a identidade de uma senhora obesa para prender um criminoso fugitivo. O filme é co-estrelado por Nia Long, Paul Giamatti e Terrence Howard.
Foi apresentado pela Twentieth Century Fox e Regency Enterprises,e produzido por David T. Friendly e pela Runteldat Entertainment.
Apesar das críticas geralmente negativas, o filme teve um ótimo desempenho nas bilheterias, arrecadando mais de US$ 174 milhões em todo o mundo e gerando mais duas sequências, Big Momma's House 2 (2006) e Big Mommas: Like Father, Like Son (2011). Big Momma's House foi um dos quatro únicos filmes a serem lançados no formato de vídeo de curta duração Enhanced Versatile Disc (EVD).

## Enredo
Malcolm Turner é um agente do FBI e mestre em disfarces. Após apreenderem uma luta de cães ilegal na Coreia, Malcolm e seu parceiro John Maxwell são designados para uma nova missão: prender o assaltante Lester Vesco, condenado por assassinato e por assaltar um banco á mão armada, fugindo posteriormente da prisão após matar um médico e fugir em seu carro. 
Malcolm e John são enviados para a pequena cidade de Cartersville, na Geórgia para vigiar a casa de uma senhora afro-americana e acima do peso chamada Hattie Mae Pierce, apelidada carinhosamente de Vovó Zona. Ela é a distante avó sulista da ex-namorada de Lester, Sherry Pierce, uma funcionária do banco que supostamente o ajudou no assalto, entregando-lhe as chaves do cofre.
Quando a Vovó Zona deixa inesperadamente a cidade para ajudar uma amiga doente durante duas semanas, Malcolm e John invadem a casa dela para plantar câmeras de segurança e grampear os telefones. Sherry liga para a casa da Vovó Zona, e Malcolm finge se passar por ela para atrair Sherry até lá e possivelmente obter uma confissão. O plano funciona, e Malcolm e John trabalham juntos em uma fantasia de Vovó Zona. No dia seguinte, Sherry chega à casa de Vovó Zona com seu filho de 10 anos, Trent. No entanto, o comportamento de Malcolm e a súbita inexperiência em cozinhar confundem Sherry. Malcolm também tem que lidar com o namorado lascivo da Vovó Zona, Ben Rawley; interagir com as amigas da vizinhança; agir como parteira de uma mulher chamada Ritha, que entra em trabalho de parto; e frequentar aulas de autodefesa com o irmão mais velho de Ritha, um guarda de segurança idiota chamado Nolan, que Malcolm consegue imobilizar com facilidade. 
Depois de quase danificar seu traje enquanto dormia, Malcolm tenta voltar sorrateiramente à casa vizinha onde ele e John estão hospedados. No entanto, Sherry flagra Malcolm na varanda e ele se apresenta como um faz-tudo de Vovó Zona. Malcolm e John consertam o traje e enquanto Malcolm (já como Vovó Zona) sai com Sherry, John procura por pistas nos pertences de Trent e Sherry, mas sem sucesso. Malcolm ajuda Trent, o defendendo contra dois garotos mais velhos que o expulsaram da quadra de basquete; ele a Vovó Zona desafiam os garotos para uma partida e os vencem, levantando as suspeitas de Nolan. Malcolm, como ele mesmo, também começa a se relacionar com Sherry e Trent quando os acompanha em uma pescaria. Naquela noite, Nolan invade a casa de Malcolm e John e descobre a operação, mas é convencido a manter segredo e ajudá-los a pegar Lester em troca de uma vaga no departamento de polícia.
Malcolm acompanha Sherry e Trent à igreja, onde o reverendo convida a Vovó Zona a dar seu testemunho. Malcolm tenta influenciar Sherry, falando sobre a importância de não guardar segredos e falar a verdade. Quando Malcolm, Sherry e Trent retornam à casa da Vovó Zona, eles descobrem uma festa de aniversário surpresa para ela. Durante a festa, a verdadeira Vovó Zona volta para casa mais cedo, embora John tente impedi-la de entrar em casa. Malcolm acidentalmente encontra o dinheiro roubado escondido no armário de brinquedos de Trent e confronta Sherry, que revela a verdadeira história: Lester se envolveu com ela para poder roubar suas chaves e ter acesso ao cofre do banco; e ela não contou nada a ninguém por medo de ser demitida. John informa a Nolan que a verdadeira Vovó Zona está de volta; nesse ponto, Nolan tranca Malcolm do lado de fora de casa, acreditando que ele é a verdadeira Vovó Zona. Quando Lester aparece depois de rastrear Sherry, ele tenta levar ela e Trent embora, até ser confrontado por Nolan. Malcolm invade a casa pela janela, gerando confusão entre os convidados ao verem duas Vovózonas ao mesmo tempo. Lester atira no ombro direito de John e durante uma briga corporal com Marcolm, acaba rasgando a máscara dele, revelando sua verdadeira identidade. No entanto, Malcolm consegue derrotar  Lester e arremessá-lo pela janela. Sherry e Trent estão de coração partido ao perceberem que Malcolm era um agente do FBI o tempo todo, e eles se recusam a falar com ele. A polícia prende Lester e os paramédicos levam John ao hospital para curar seu ferimento no ombro. 
No domingo de manhã, Malcolm vai à igreja para testemunhar na frente de Sherry, Trent, Vovó Zona e toda a população. Com um discurso sincero, Malcolm afirma que o seu disfarce era falso, mas que o amor que sente por Sherry e Trent é realmente verdadeiro. A Vovó Zona perdoa Malcolm, e todos aplaudem quando Malcolm e Sherry se beijam. A multidão celebra com Vovó Zona e o coral cantando "Oh Happy Day".

## Elenco
- Estúdio: VTI (RJ)
- Mídia: DVD / TV Paga / Televisão
- Direção: Mário Jorge Andrade
- Locutor: Jorge Júnior

| Personagem                                     | Ator/Atriz             | Dublagem            |
| ---------------------------------------------- | ---------------------- | ------------------- |
| Malcolm Turner / Vovó Zona (Hattie Mae Pierce) | Martin Lawrence        | Mário Jorge Andrade |
| Sherry Pierce                                  | Nia Long               | Andréa Murucci      |
| John Maxwell                                   | Paul Giamatti          | Marco Antônio Costa |
| Lester Vesco                                   | Terrence Howard        | Márcio Simões       |
| Trent Pierce                                   | Jascha Washington      | Marcus Junior       |
| Nolan                                          | Anthony Anderson       | José Augusto Sendim |
| Hattie Mae Pierce (Vovó Zona)                  | Ella Mitchell          | Sônia Ferreira      |
| Ben Rawley                                     | Carl Wright            | Paulo Flores        |
| Sadie                                          | Phyllis Applegate      | Nádia Carvalho      |
| Lena                                           | Nicole Prescott        | Priscila Amorim     |
| Twila                                          | Octavia Spencer        | Guilene Conte       |
| Ritha                                          | Tichina Arnold         | Christiane Louise   |
| Senhorita Patterson                            | Starletta DuPois       | Selma Lopes         |
| Outra Senhorita Patterson                      | Jessie Mae Holmes      | Nelly Amaral        |
| O Reverendo                                    | Cedric the Entertainer | Maurício Berger     |
| Adolescente no Basquete                        | Edwin Hodge            | José Leonardo       |
| Adolescente no Basquete                        | Aldis Hodge            | Renan Freitas       |

## Produção
O filme é ambientado na Geórgia, mas foi filmado no sul da Califórnia.
A maquiagem protética foi criada por Greg Cannom e Captive Audience. Cannom já havia criado a maquiagem para Mrs. Doubtfire e Bicentennial Man.

## Trilha sonora
| Críticas profissionais | Críticas profissionais |
| Avaliações da crítica  | Avaliações da crítica  |
| Fonte                  | Avaliação              |
| ---------------------- | ---------------------- |
| AllMusic               | [ 8 ]                  |

1. "That's What I'm Looking For"- 4:03 (Da Brat, Missy Elliott & Jermaine Dupri)
2. "I've Got to Have It"- 3:24 (Nas, Monica & Jermaine Dupri)
3. "What I'm Gon' Do to You"- 3:50 (Kandi Burruss)
4. "Bounce With Me"- 3:23 (Lil Bow Wow & Xscape)
5. "You Can Always Go"- 3:38 (Jagged Edge & Blaque)
6. "Radio"- 4:26 (Kurupt & Phats Bossi)
7. "Big Momma's Theme"- 3:14 (Da Brat, Destiny's Child & Vita)
8. "Treated Like Her"- 4:34 (LaTocha Scott & Chanté Moore)
9. "I Like Dem Girlz"- 4:35 (Lil Jon and the Eastside Boyz)
10. "I Want to Kiss You"- 3:31 (Devin Vasquez)
11. "Love's Not Love"- 3:39 (Marc Nelson & Tisha Campbell-Martin)
12. "Ooh Big Momma"- 3:48 (Lil Jon and the Eastside Boyz)
13. "Get Up"- 4:07 (Jessica)
14. "Bring It Back"- 3:19  (Belle Nuru)
15. "I Still Got to Have It"- 3:27  (Nas & Jermaine Dupri)
16. "Oh Happy Day" (Martin Lawrence, Ella Mitchell e The Back Alley Choir)

## Recepção
No site agregador de críticas Rotten Tomatoes, 30% das 81 resenhas dos críticos são positivas. O consenso diz que "é engraçado em algumas partes, mas é essencialmente um filme de uma piada."